# Mukiran
Mukiran is een bestuurslaag in het regentschap Semarang van de provincie Midden-Java, Indonesië. Mukiran telt 3229 inwoners (volkstelling 2010).